# Alain Clavier
Pour les articles homonymes, voir Clavier.
Alain Clavier est un compositeur français, né le 7 octobre 1929, arrivé au Québec en 1966, et mort en octobre 1998.

## Filmographie
- 1970 : Un lendemain comme hier
- 1971 : Time Piece
- 1971 : This Is a Photograph
- 1971 : Metadata
- 1971 : En ce jour mémorable
- 1971 : Anger After Death
- 1972 : Les Taudis
- 1972 : Le Sol urbain
- 1972 : Les Rives
- 1972 : Rénovation urbaine
- 1972 : Réhabilitation des habitations
- 1972 : Petit bonheur
- 1972 : Où va la ville? (2e partie)
- 1972 : Où va la ville? (1re partie)
- 1972 : Louisbourg
- 1972 : Locataires et propriétaires
- 1972 : Le Labyrinthe
- 1972 : Griffintown
- 1972 : Entretien avec Henri Lefebvre
- 1972 : Concordia II
- 1972 : Concordia I
- 1972 : Bannerfilm
- 1972 : L'Automobile
- 1972 : L'Attitude néerlandaise
- 1973 : This Is a Recorded Message
- 1973 : Sub-Igloo
- 1973 : Real Estate
- 1973 : Motivation
- 1973 : Modulo: variations sur un design
- 1973 : The Market
- 1973 : International Operations
- 1973 : Growth
- 1973 : Bilingualism
- 1973 : À qui appartient ce gage?
- 1974 : Warsaw - Québec: How Not to Destroy a City
- 1974 : Le Violon de Gaston
- 1974 : Saskatoon: Land and Growth Control
- 1974 : Sapporo: Planned Growth
- 1974 : Paow, Paow, t'es mort!
- 1974 : New York - Twin Parks Project - TV Channel 13
- 1974 : Montréal: The Neighborhood Revived
- 1974 : In Praise of Hands
- 1974 : Grenoble - La Villeneuve: The City Conceived Anew
- 1974 : Düsseldorf: Balanced Urban Growth
- 1974 : City Center and Pedestrians
- 1974 : Bologna: An Ancient City for a New Society
- 1974 : Basingstoke - Runcorn: British New Towns
- 1975 : Inventors of Thingumajigs
- 1976 : No Way They Want to Slow Down
- 1976 : Volcano: An Inquiry Into the Life and Death of Malcolm Lowry
- 1977 : Québec à vendre
- 1977 : No Act of God
- 1977 : 20 Years Later
- 1978 : Une journée dans les parcs nationaux
- 1978 : Une journée à Forillon
- 1978 : Some Call It Progress
- 1978 : Harness the Wind
- 1979 : No Fitting Habitat
- 1979 : Graphic Variations on Telidon by Pierre Moretti
- 1979 : Children enfants niños
- 1979 : Canada Vignettes: Ma chère Albertine
- 1979 : Bow and Arrow
- 1979 : Bookmaker's Progress
- 1979 : Le Trésor de Nouvelle-France (TV)
- 1980 : Sychroni kinonia
- 1980 : Le Deal mexicain
- 1980 : La Bien-aimée (en) (The Beloved)
- 1982 : F.R. Scott: Rhyme and Reason
- 1984 : Jean-du-sud autour du monde
- 1986 : Age of the Rivers
- 1987 : Carnets du Maroc III - La volonté et la foi
- 1987 : Carnets du Maroc II - Au sujet du roi
- 1990 : Still Waters: The Poetry of P.K. Page
- 1992 : Breaking a Leg
- 1995 : Donald Brittain: Filmmaker